# Thomas von Irland
Thomas von Irland (* 13. Jahrhundert; † vor 1338) war ein mittelalterlicher irischer Scholastiker und Schriftsteller. Er war auch als Thomas Hibernicus bekannt. Der Franziskaner Thomas von Hibernia ist aber ein anderer mittelalterlicher Autor, der um 1270 starb. Thomas von Irland ist kein innovativer Autor, aber er ist von Bedeutung, weil er Anthologien und Register verfasste.

## Leben
Thomas studierte am Collège de Sorbonne in Paris und wurde dort um 1295 Magister Artium. Auf den ersten Manuskripten seines Manipulus erscheint er 1306 als Mitglied des Collège de Sorbonne. Man glaubt, dass er vor 1338 starb.

## Werke

### Manipulus florum
Thomas war der Verfasser von drei kurzen Traktaten über theologische und biblische Exegese, und der Kompilator vom Manipulus florum („Blumenstrauß“). Dieses Werk gilt als eine Anthologie auf Latein, die als „eine Sammlung von ungefähr 6000 Auszügen von Patristik und ein paar klassischen Autoren“ beschrieben worden ist. Diese Sammlung wurde aus Büchern der Bibliothek von der Sorbonne verfasst, „und nach seinem Tod wurden seine Bücher und ein bisschen Geld dem Collège de la Sorbonne gelassen“.
Obwohl Thomas Kleriker war, hatte seine Anthologie viel Erfolg. „Sie passte sich viel an die Bedürfnisse der neuen Bettelorden an. Mit diesem Werk konnte man angemessene Zitate für jedes für Predigten gewünschte Thema einfach finden.“ Boyer hat bestätigt, dass der Manipulus durch einen französischen Dominikaner kurz nach der Vervollständigung vom Manipulus benutzt wurde, um Predigten abzufassen. Nighman ist aber der Meinung, dass Thomas’ Absicht war, den Universitätsstudenten zu helfen. Besonders wollte Thomas den Studenten helfen, die eine kirchliche Karriere machen wollten. Also beabsichtigte Thomas im Prinzip nicht, ein für die Predigt nützliches Buch zu schreiben, obwohl sein Buch später besonders von Predigern benutzt wurde.
Thomas von Irland war auch ein Vorreiter der mittelalterlichen Auskunftstechnologie, da er im Manipulum Indexierung und Querverweise eingeschlossen hatte. Das wäre auch ein Grund des Erfolges dieses Werkes. Das Manipulus florum hat in 190 Manuskripten überlebt, und es wurde erstmals 1483 herausgegeben. Es hatte 26 Veröffentlichungen im 16. Jahrhundert und 11 Veröffentlichungen im 17. Jahrhundert. Sogar im 19. Jahrhundert wurde es in Wien und Turin veröffentlicht.

### Andere Werke
Thomas war auch der Autor von anderen drei Werken:
1. De tribus punctis religionis Christianae (Über die drei wichtigsten Punkte der christlichen Religion). Es geht um die Pflichten der Kleriker.
2. De tribus hierarchiis (Über die drei Hierarchien). Es entwickelt die Hierarchieideen des Endes vom De tribus punctis.
3. De tribus sensibus sacrae scripturae (Über die drei Sinne der heiligen Schriften). Es geht um die drei Sinne der Bibel.

Die letzten Werke haben in 3 beziehungsweise 8 Handschriften überlebt.